# 李洛克 (作家)
李洛克，或稱作「小說界的李洛克」，是台灣的小說家、「聯合報系uStory」專案總編輯、「光和影映像」電影編劇。2014年起開始在網路上進行創作，發表教學及社會批評，架設「故事革命」網站提供小說創作教學。2015年以作品《賭徒列傳》獲得東立原創大賽小說組銀賞。
1. ↑  . 蘋果日報. 2016-10-06  [2017-07-04]. （原始内容存档于2016-12-30） （中文（臺灣））.
2. ↑  . 東立出版社. 2016  [2017-07-04]. （原始内容存档于2016-11-03） （中文（臺灣））.